# Carrazedo de Montenegro e Curros
Carrazedo de Montenegro e Curros é uma freguesia portuguesa do município de Valpaços, com 49,83 km² de área e 1643 habitantes (censo de 2021). A sua densidade populacional é 33 hab./km².

## História
Foi criada aquando da reorganização administrativa de 2012/2013, resultando da agregação das antigas freguesias de Carrazedo de Montenegro e Curros.

## Demografia
A população registada nos censos foi:
| Distribuição da População por Grupos Etários | Distribuição da População por Grupos Etários | Distribuição da População por Grupos Etários | Distribuição da População por Grupos Etários | Distribuição da População por Grupos Etários | Distribuição da População por Grupos Etários |
| -------------------------------------------- | -------------------------------------------- | -------------------------------------------- | -------------------------------------------- | -------------------------------------------- | -------------------------------------------- |
| Antes da agregação                           |                                              |                                              |                                              |                                              |                                              |
| Ano                                          | 0-14 anos                                    | 15-24 anos                                   | 25-64 anos                                   | >= 65 anos                                   | Total                                        |
| 2001                                         | 290                                          | 287                                          | 1032                                         | 421                                          | 2030                                         |
| 2011                                         | 193                                          | 157                                          | 905                                          | 525                                          | 1780                                         |
| Após a agregação                             |                                              |                                              |                                              |                                              |                                              |
| Ano                                          | 0-14 anos                                    | 15-24 anos                                   | 25-64 anos                                   | >= 65 anos                                   | Total                                        |
| 2021                                         | 134                                          | 139                                          | 776                                          | 594                                          | 1643                                         |

## Povoações
- Argemil
- Avarenta
- Cabanas
- Cubo
- Redondelo
- Ribeira de Fraga
- Silva
- Vale de Campo